# ألي جي
ألي جي (ولد ألي ستار ليزلي جراهام) كان شخصية ساخرة خيالية اخترعت وكان يؤديها البريطاني الكوميدي ساشا بارون كوهين. وكانت تظهر في الأصل على القناة 4 في عرض "الحادية عشرة قبل ظهر"، وكان ألي جي الشخصية الأساسية على القناة 4 عرض ألي جي، الحلقات الأصلية التي بثت على إتش بي أو في الفترة 2003-2004، وكان الشخصية الرئيسية للفيلم ألي جي في البيت.
ساشا بارون كوهين شخصية ألي جي، وإلى جانب شخصياته كـبورات وبرونو تم سحبها.

## تنمية الشخصية
وتدور شخصية ألي جي حول الصورة النمطية لرجل ليس من السود من الضواحي الذي يتمرد على ثقافة السود وجامايكا، وخاصة من خلال موسيقى الهيب هوب، ريجي، والموسيقى الغابة؛ على الرغم من أن العرق الفعلي لشخصية ألي جي سببت ارتباكا كبيرا، حيث تتراوح التخمينات من اليهودية، الأنجلوسكسونية، البريطا%يين من أصل آسيوي، والعرق المختلط للتركية، أو في الشرق الأوسط. ويعترف بارون كوهين بأن راديو بي بي سي 1 دي جي تيم ويستوود كان لها تأثير على تطوير شخصية ألي جي—ويستوود، الذي يستضيف راديو 1 لعرض موسيقى الراب، ويتحدث مع لهجة منطقة البحر الكاريبيالخاطئة على الرغم من ولادته والتعليم في لوستوفت، سوفولك كنجل أسقف.
قبل ظهور ألي جي على برنامج الساعة الحادية عشرة كان بارون كوهين قد تصور شخصية مماثلة اسمها ماك جوسلين تشيدل - هيوم على قناة فضائية باسم التلفزيون المتحدث (التي يملكها تلفزيون جرنادة). بينما يتحدث إلى مجموعة من راكبي الألواح في الشخصية، أدرك بارون كوهين أن الناس يمكن أن يصدقوا أن الشخصية كانت حقيقية، وصورت عددا من القطع التي تم طلبها من الهواء عن طريق تلفزيون لندن في عطلة نهاية الأسبوع.

## تاريخ
وبرز ألي جي في بدايته على القناة 4 في برنامج الحادية عشرة بوصفها «صوت من دا يوف» في عام 1998. أجرى مقابلات مع شخصيات عامة مختلفة في المملكة المتحدة. وإن ألي جي غير مثقف، وغير متعلم، ومن الشباب الذين يتحملون ظروف الحياة الصعبة مع وجهة نظر عميقة للنمطية في العالم، الذي قام إما بإحراج الذي كان يجري معه المقابلة عن طريق عرض خليط من انحرافته السياسية عن جهل، أو يحصل على مقابلة «الضحية» بقبول بعض الإهانة.
ومن الأمثلة الأخرى لمواقفه الجريئة تشمل مقابلات مع أسلوب الحصول على اسقف هورشام أن يعترف بأن الله خلق الكون، وثم سأله، «ومنذ ذلك الحين، ان [الله] قد تبرد فقط؟» وقام ألي جي بسؤال المطران عنظهور الله، التي أجاب عليها المطران: «إنه على شكل يسوع». وخلال مقابلة مع جيمس فيرمان (المدير السابق للمجلس البريطاني لتصنيف الأفلام)، سأل ألي جي ما إذا كانت فظاظته المختلقة قد تحد من فيلم إلى الجمهور الذي يبلغ عمره أكبر من 18 عاما، واقترح أن الذي يقوم بالرقابة على الفيلم تكون من قبل الأشخاص الأصغر سنا الذين يفهمون العامية المعاصرة. وبدأ ألي جي مقابلة مع رئيس مجلس الفنون في إنجلترا جيري روبنسون مع السؤال: «لماذا لم يكن كل شيء تعثر عليه يكون يتحلى بالحماقة؟»
كان ألي جي في سلسلة من الاعلانات لموسم 2005-06 الدوري الاميركي للمحترفين، والذي كان له نوع من الانسجام بعيدا عن الصحافة لمقابلة نجوم الدوري الاميركي للمحترفين المختلفة. تم توجيه المواقع من قبل سبايك لي.

## الخلفية التاريخية
ألي جي هو شخصية روائية عضو في عصابة «الغرب ستينز ماسف»، الذي يعيش مع جدته في منزل شبه منفصل في 36 شيري بلوسم كلوز، في قلب «ستينز جيتو». تلقى تعليمه في مدرسة ماثيو أرنولد وهي مدرسة ثانوية حقيقية.
ستينز هو من الطبقة المتوسطة بلدة مغيرة إلى الغرب من لندن التي كانت موضع سخرية لسنوات عديدة، وأبعد ما تكون مختلفة عن الحي اليهودي داخل المدينة التي يألي جي أن المطالبات. في نفس السياق الهزلي، كما أنه يشير إلى الطبقة المتوسطة في المدن الأخرى المماثلة، مثل إيجهام وإنجل فيلد الخضراء. على الرغم من الطابع الغير لائق في مسقط رأسه، وقال انه يهدف إلى تجسيد داخل المدينة للثقافة. وفي وقت لاحق تم الكشف عن اسم ألي «الحقيقي» ليكون أليستير ليسلي جراهام (كشف في فيلم يحمل نفس العنوان).
فإن ألي جي على نحو غير قياسي كانت نقطة للسخرية من جانب واحد على الأقل في مقابلة واحدة. الذين يدعون أن أصول أجدادهم من السود وجامايكا، وتشمل بعض من شعاراته على «تماماً»، "Booyakasha"، «كبر نفسك»، «ماوا»، «ويست سايد»، «الاحترام»، «في الحقيقة»، «بوناني»، «تحقق منها» و«إبقيها حقيقية». وحركة يده التي هي علامته البارزة هي الأداة تراجع. انه قام مرة بتعريف معنى «بوياكاشا» كما «اسمعني الآن بو، سلكتا، الابتلاع، صاح، كبر نفسك، وأنا في كل شيء، سأقبل إليك مثل كليوباترا، وتأتي في زوجين من الحانات، يعترف، وتمثيل، ويبقيه حقيقي، فيجب أن تختبر نفسك قبل أن تحطم الذات، والابتلاع... نعم، ومرحبا». وإن كانت هناك روايات مختلفة على سجلات ألي جي في المسابقات الجنسية، ويدعي ألي جي أنه فقد عذريته في سن العاشرة مع عارض إيطالي عمره ثمانية وعشرون عاما.

## انتقادات للشخصية
بالرغم من أن البارون كوهين أعلن مرارا وتكرارا أن شخصية ألي جي هي محاكاة ساخرة من الضواحي، والشباب المتميز 'كالسود'، وقد رأى العديد من المعلقين أن هذه القوة من الفكاهة مشتقة من القوالب النمطية من السود والبيض غير متصنعين. وفقا لهذه النظرة للشخصية، خلفية الضواحي مكتوبة في شخصية ألي جي بمثابة سبب.
إن فيليكس دكستر ريل ماكوي من المسلسلات الكوميدية، وقال الراعي وأعرب عن تقديره لروح الدعابة البريئة مواجهة مع خبير لا يفهم الآخر. ولكنه أضاف: 'أشعر أن الكثير من الفكاهة والضحك في ثقافة السود في الشوارع وأنه يتم الاحتفال لأنه يسمح للطبقات الليبرالية المتوسطة تضحك على هذه الثقافة في سياق آمن حيث يمكن الاحتفاظ بها من الصواب السياسي بالمعنى.

## الناس الملحوظة الذين قابلهم ألي جي
- إدوين "بز" ألدرين، رائد الفضاء السابق، والرجل الثاني الذي مشى على القمر. (كما وصفه ألي جي بأنه "بز لايت يير").
- ديفيد بيكهام، لاعب كرة القدم وزوجته فيكتوريا بيكهامعضوة في فريق سبايس جيرلز.
- توني بن، النائب العمالي البريطاني السابق، رئيس وزراء الحكومة
- بطرس بطرس غالي، الأمين العام للأمم المتحدة السابق، عن طريق الخطأ يسمى 'بطرس بطرس بطرس غالي من قبل ألي جي. وتمادى بطرس غالي بوضوح إلى حد المشاركة في بعض مباريات الكلمات مع ألي جي، وتوفير خاتمه الحلقة مع ألي جي لتقديم العطاءات، ويقول للمشاهدين الشباب 'تمتعوا بموسيقى بوب مارلي'.
- رودس بويسون البريطاني السابق والوزير عضو في حزب محافظ
- بات بوكانان، المعلق السياسي الأمريكي والمرشح الرئاسي السابق الذي بدأ يضحك دون حسيب ولا رقيب عندما أدرك أنه كان يمزح معه
- نعوم تشومسكي، أستاذ لغوي في معهد ماساتشوستس للتكنولوجيا
- جارفيس كوكر، مغني البلب
- جاز كومبس، مغنية بابر
- بول دانيالز، الساحر
- جيمس إكس ديمبسي، والخصوصية المعلم ونائب الرئيس لشؤون السياسة العامة في مركز الديمقراطية والتكنولوجيا
- سام دونالدسون، الصحفي المخضرم
- محمد الفايد، صاحب محلات هارودز وفولهام
- جيروم فريدمان، أستاذ في معهد ماساتشوستس للتكنولوجيا الفيزياء وفاز عام 1990 بجائزة نوبل للسلام
- جون جالبريث، وهو اقتصادى والمفكر الجمهوري
- داريل غيتس السابق شرطة لوس انجليس الرؤساء (وكان يشار إليه باسم "بيل جيتس" من قبل ألي جي).
- نيوت غينغريتش، رئيس سابق للولايات المتحدة مجلس النواب
- جون غراي، مؤلف كتاب الرجال من المريخ والنساء من الزهرة
- Leanna القلب، نجمة السينما الكبار
- نيل هاميلتون السابق سياسي المحافظين
- كينت Hovind%5، المبشر ويونغ الأرض الخلق
- القصب ايرفين، مؤسس والدقة في وسائل الإعلام
- جينا جيمسون، نجمة السينما الكبار
- إرني جونسون، والابن، والرياضة، مذيع
- ستيف كير، السابق الاميركي المحترفين لكرة السلة لاعب والرئيس الحالي لكرة السلة للعمليات والمدير العام لفينيكس صنز (الذي، وفقا لألي جي، يعمل على "TMT"؛ في وقت المقابلة، كان كير وهو محلل لكرة السلة مع الولايات المتحدة كابل شبكة تي ان تي).
- C. ايفرت كوب السابق الأطباء في الولايات المتحدة
- جيمس ليبتون، البلد المضيف للبرافو 'ق داخل استوديو الفاعلون
- جون ماكين، عضو مجلس الشيوخ الأميركي عن ولاية أريزونا والمرشح الرئاسي 2000/2008
- رالف نادر، الناشط والمستهلك الأميركي السابق المرشح الرئاسي عن حزب الخضر
- توماس جيه بيكارد، سابقا مدير مكتب التحقيقات الفيدرالي
- غايل بورتر، مذيعة تلفزيونية
- سالي جيسي Raphaël السابق حواري، (الذين قدموا له التهنئة على 'يجري بنفسه')
- أندي روني، من برنامج سي بي اس 60 دقيقة، الذين بشراسة انتهت المقابلة فجأة
- تشارلز شولتز، رئيس المستشار الاقتصادي السابق للرئيس جيمي كارتر [11]
- برنت سكوكروفت، السابق لشؤون الأمن القومي، والجنرال في سلاح الجو
- توماش Starzewski، مصمم أزياء
- ديك Thornburgh، المدعي العام الأميركي السابق
- دونالد ترامب، التطوير العقاري، الذي يمشي في قبالة الاشمئزاز حول دقيقة واحدة في مقابلة
- ستانسفيلد ترنر، المدير السابق لوكالة المخابرات المركزية
- غور فيدال، والمؤلف والكاتب، (منهم ألي جي ظنوا لفيدال ساسون)
- كريستين تود ويتمان، سابقا ولاية نيو جيرسي حاكم والولايات المتحدة وكالة حماية البيئة المسؤول
- سامي ويلسون، سياسي الأيرلندية الشمالية، الحزب الديمقراطي الوحدوي
- ناعومي وولف، الكاتب والنسوية
- جلين هوبارد، المحترف السابق لاعب البيسبول
- المهنية لاعبي كرة السلة كوبي براينت (الذي كان يسأل عن عدد الينابيع في كرة السلة)، ستيف ناش (الذي كان الفائز بجائزة لاعب "MP3" وفقا لألي جي، وغير قادر على التحدث باللغة الإنجليزية السليم يجري الكندية)، بن والاس (الذي كان وتتهم من «بلايا كاره»)، شاكيل اونيل، وسجل تيم دنكان، روبرت هوري، دواين وايد، ريتشارد جيفرسون (الذين وصفهم بأنهم توماس جيفرسون ثم ابنه)، وتشارلز باركلي، كيني سميث وريجي ميلر

## الروابط الخارجية
- ألي جي على موقع الموسوعة البريطانية (الإنجليزية)
- ألي جي على موقع ميوزك برينز (الإنجليزية)
- ألي جي على موقع ديسكوغز (الإنجليزية)
- «دا ألي جي إظهار على التعليم المهني العالي
- القناة 4 علي ع الانترنت
- ساشا بارون كوهين مقابلة مع الإذاعة الوطنية العامة روبرت سيجل
- مقال نشر في صحيفة الغارديان
- ألي جي مقابلات نجوم الدوري الاميركي للمحترفين
- غرر سخيف مقابلة مع ألي جي، اليكس ألونسو، Streetgangs.com، 12 مارس 2002